# Phyllanthus sellowianus
Phyllanthus sellowianus là một loài thực vật có hoa trong họ Diệp hạ châu. Loài này được (Klotzsch) Müll.Arg. miêu tả khoa học đầu tiên năm 1863.